# Thecocarpus
Thecocarpus es un género de plantas perteneciente a la familia de las apiáceas.

## Taxonomía
El género fue descrito por Pierre Edmond Boissier y publicado en Annales des Sciences Naturelles; Botanique, sér. 3 2: 93. 1844. La especie tipo es: 	Thecocarpus meifolius Boiss.	

## Algunas especies
A continuación se brinda un listado de las especies del género Thecocarpus descritas hasta julio de 2013, ordenadas alfabéticamente. Para cada una se indica el nombre binomial seguido del autor, abreviado según las convenciones y usos.
- Thecocarpus carvifolius (Boiss.) Hedge & Lamond
- Thecocarpus meifolius Boiss.